# Луисеньо (язык)
Луисеньо (Luiseño, Quechnajuichom) — язык такийской ветви юто-ацтекских языков калифорнийских индейцев племени луисеньо, которые в настоящее время проживают в резервациях Сабоба, Ринкон и др. Этноним «луисеньо» происходит от названия испанской францисканской Миссии Сан Луис Рей занимавшейся христианизацией индейцев в долине реки Сан-Луис-Рей (район современного города Ошенсайд). Миссия была основана в 1798 году Фермином Ласуэном и названа в честь французского короля Людовика IX (1214—1270).

## Изучение
Первая попытка написания словаря и грамматики предпринята крещёным индейцем Пабло Таком (Pablo Tac, 1822—1841), в дальнейшем большой вклад в изучение языка внёс живший среди индейцев американский предприниматель Филипп Спаркман (Philip Stedman Sparkman, 1856—1907). Современные работы по луисеньо связаны с именами Альфреда Крёбера (1876—1960), Джорджа Грейса (George William Grace, 1921-2015) и других учёных связанных с Калифорнийским университетом.

## Пример текста
«Отче наш» на луисеньо:
Cham-na’ tuupaña aaukat cham-cha oi ohó’vanma.
Toshño om chaami.
Loví’i om hish mimchapun ivá’ ooxñ tuupaña axáninuk.
Ovi om chaamik cham-naachaxoni choun teméti.
Maaxaxan-up om chaamik hish aláxwichi chaam-lo’xai ivianáninuk chaam-cha maaxaxma pomóomi chaami hish pom-lo’xai aláxwichi.
Tuusho kamíí’i chaami chaam-lo’xai hish hichakati.
Kwavcho om chaami.